# 환태평양 합동 연습

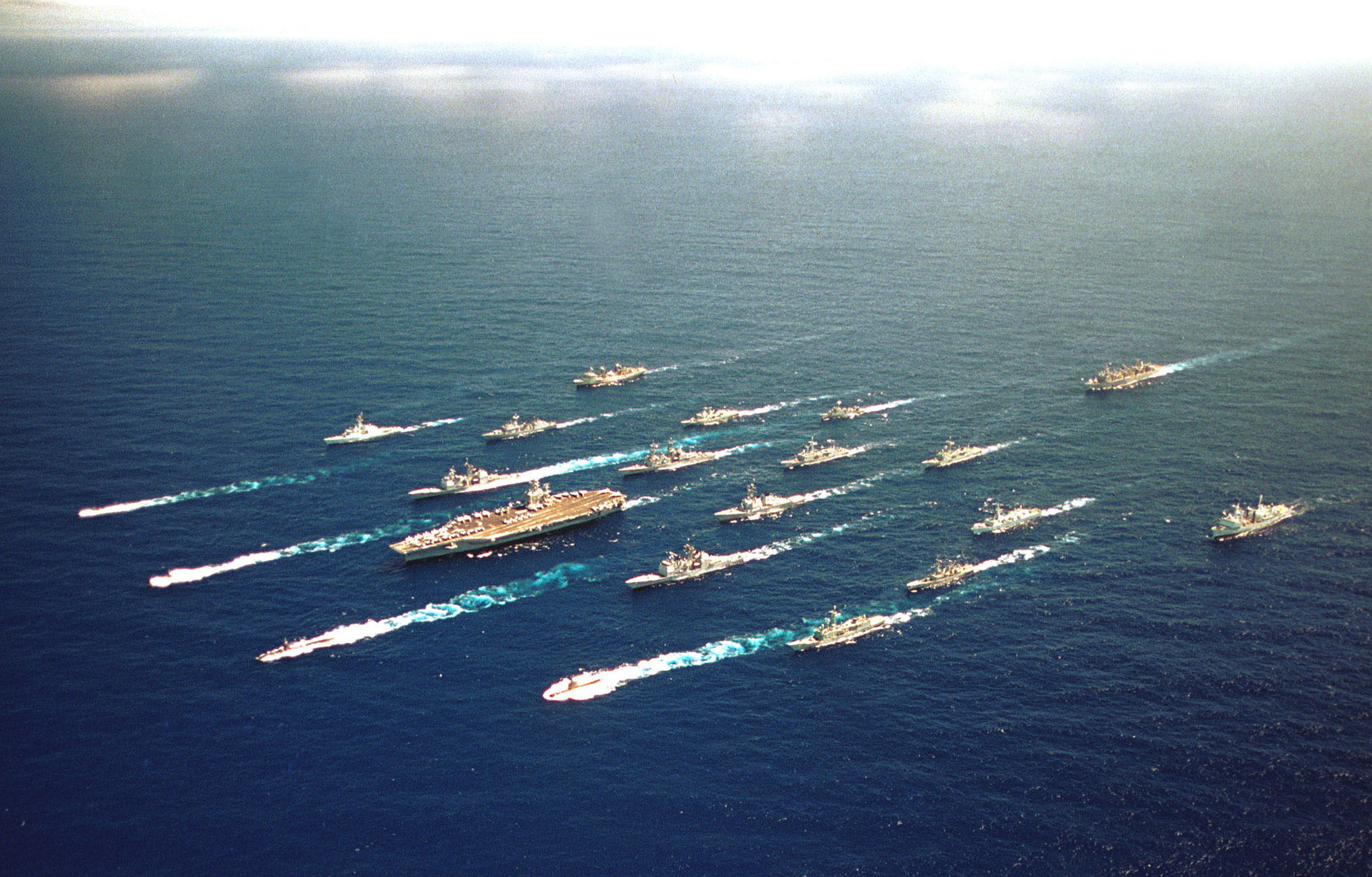
림팩2000에서 호놀룰루로 향하는 미해군 에이브러햄 링컨 호와 오스트레일리아·칠레·일본·캐나다·한국의 군함들.

환태평양 합동 연습(영어: Rim of the Pacific Exercise; RIMPAC), 또는 약자로 림팩은 세계 최대의 국제 해군 훈련이다. 미국 해군과 영국 해군에 의해 주관된다. 미국 해병대, 미국 해안경비대, 하와이주 방위군도 참여한다. 2년에 한 번씩 열린다. 미국 하와이주 호놀룰루의 셀트 레이크 근처에 위치한 캠프 H. M. 스미스에 있는 니미츠-맥아더 태평양 사령부 센터의 미국 태평양 사령부의 지휘하에 개최된다.

## 참가 국가

RIMPAC 정기 참여국 (진한 파랑)과 활동적인 옵서버 (연한 파랑). 2014 미참가 정기국가 (진한 빨강), 2014년 미참가 옵서버 (연한 빨강)

최초의 환태평양 합동 연습은 1971년 실시되었는데 이 때의 참가국은 오스트레일리아, 캐나다, 뉴질랜드, 영국, 미국이었다. 오스트레일리아, 미국, 뉴질랜드는 1971년 이래로 지속적으로 이 합동 연습에 참여하고 있다. 다른 정기 참여 국가는 칠레, 콜롬비아, 프랑스, 인도네시아, 일본, 말레이시아, 네덜란드, 페루, 싱가포르, 대한민국, 타이와 영국이 있다. 몇몇 옵서버 국가들이 초청받기도 하는데, 중국, 에콰도르, 인도, 러시아, 멕시코, 필리핀이 대표적이며 이들 국가는 2012년 정기적인 참여 국가가 되었다. 2014년 러시아와 타이, 에콰도르, 타이완이 환태평양 합동 연습에 참여하지 않았다.

## 같이 보기
- 림팩
- 환태평양